# وادلی (آلاباما)
وادلی (به انگلیسی: Wadley) شهرکی در شهرستان راندولف ایالت آلاباما است که مساحت آن ۳٫۹۴ کیلومترمربع است و در سرشماری سال ۲۰۱۰ میلادی، ۷۵۱ نفر جمعیت داشته و تراکم جمعیتی آن، ۱۹۰٫۶۱ نفر در کیلومترمربع بوده است.

## نگارخانه

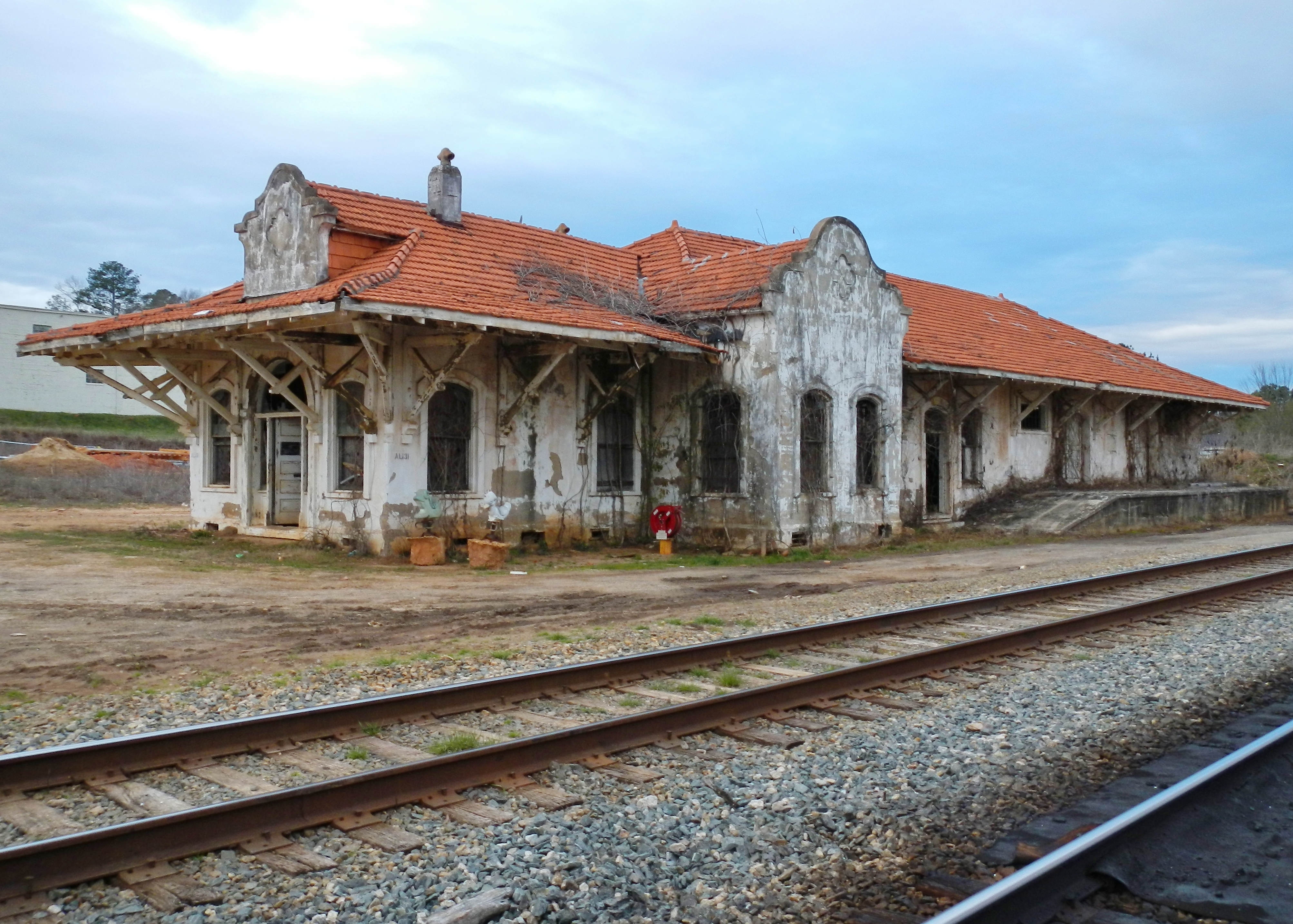
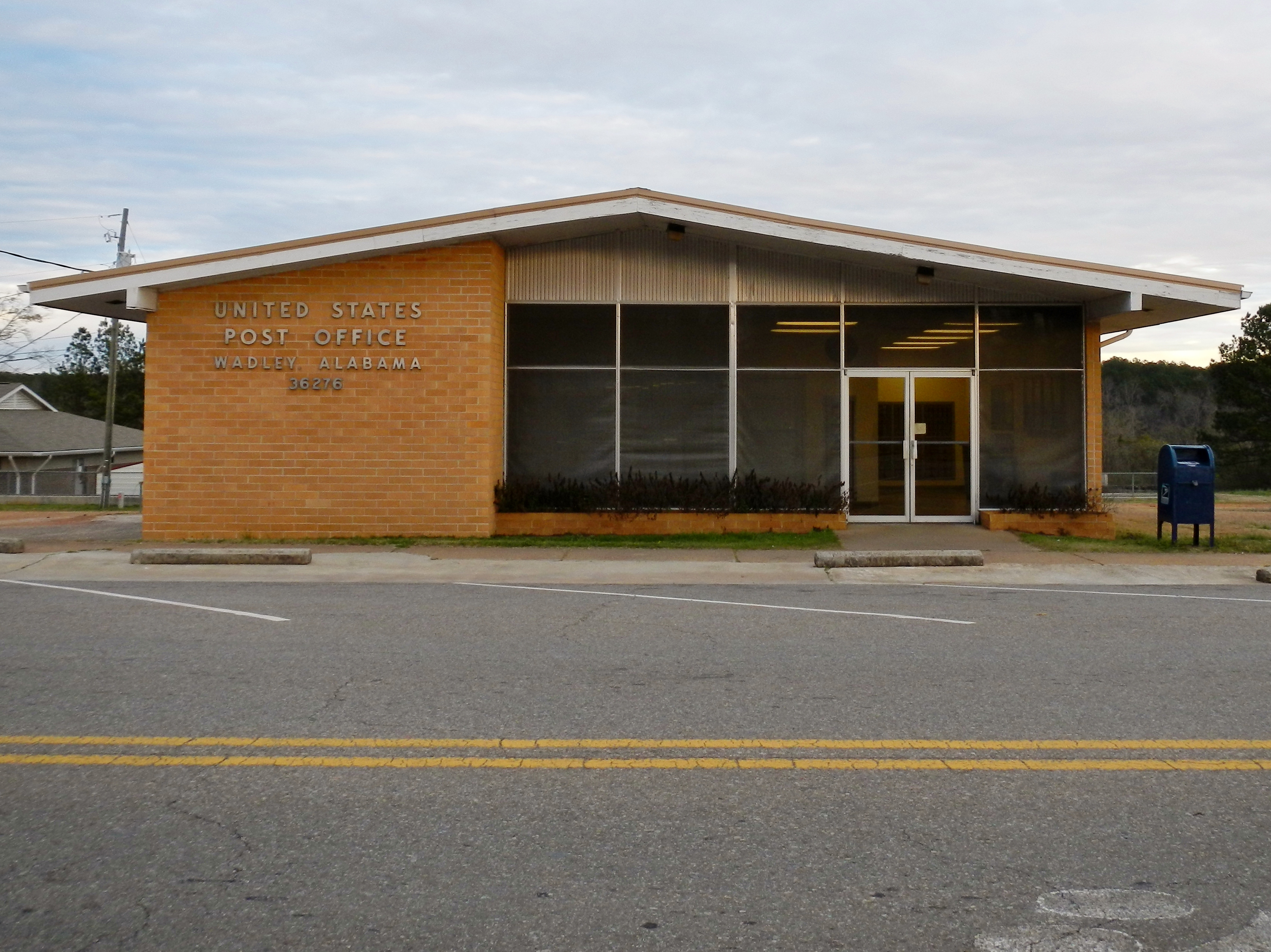
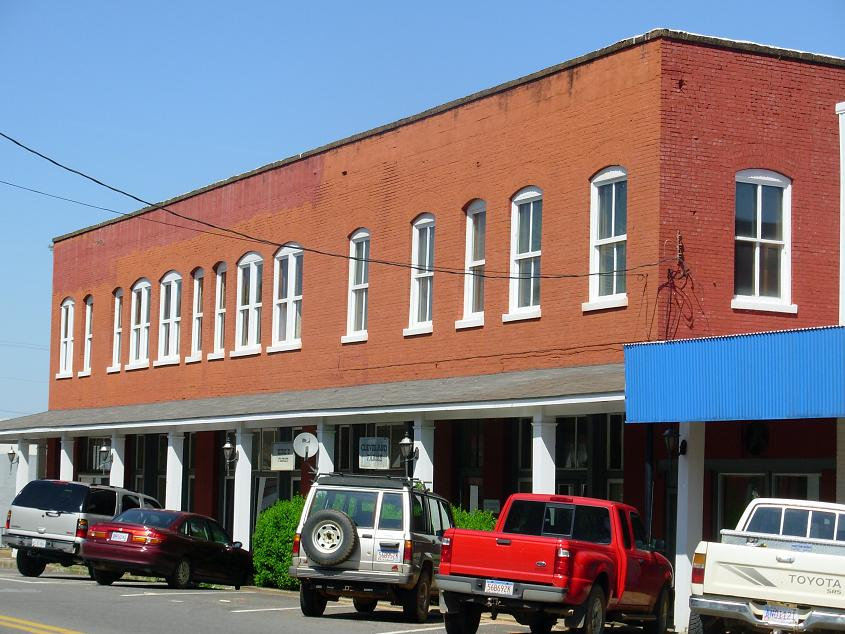
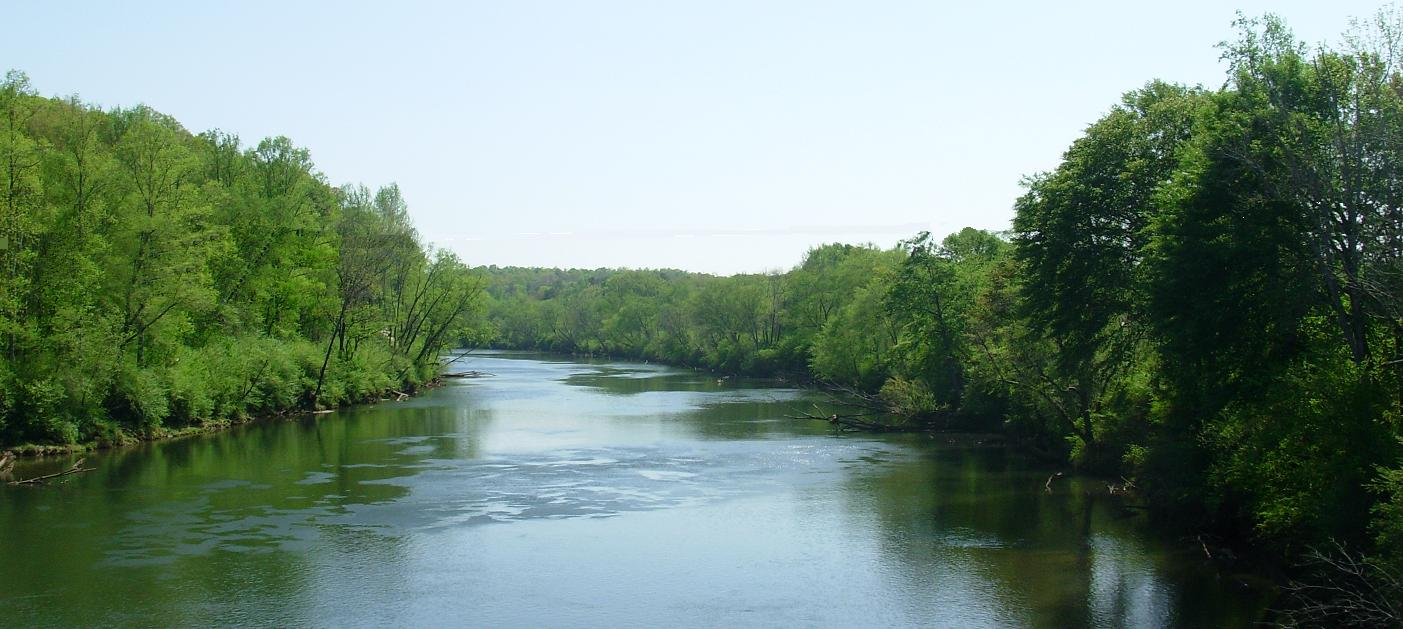
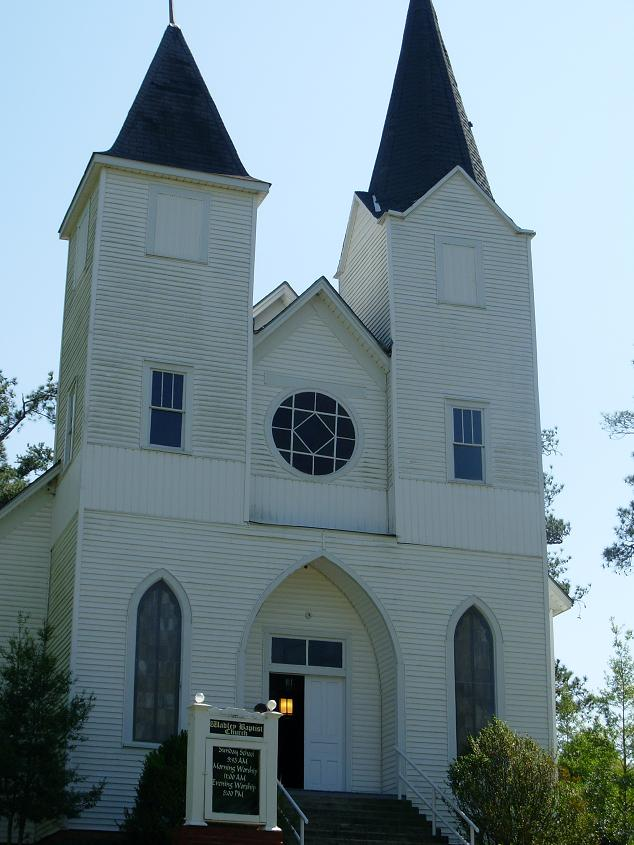
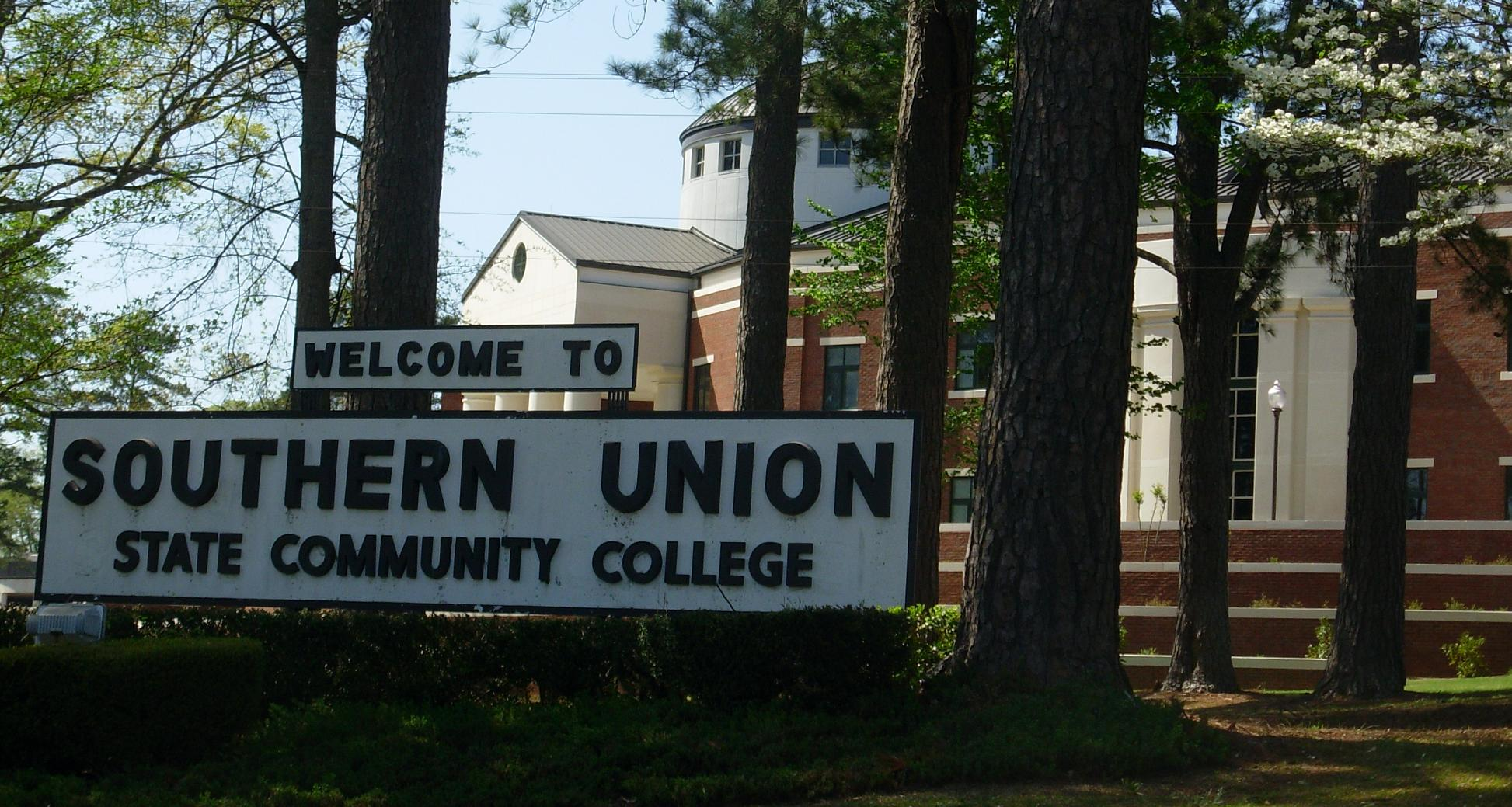
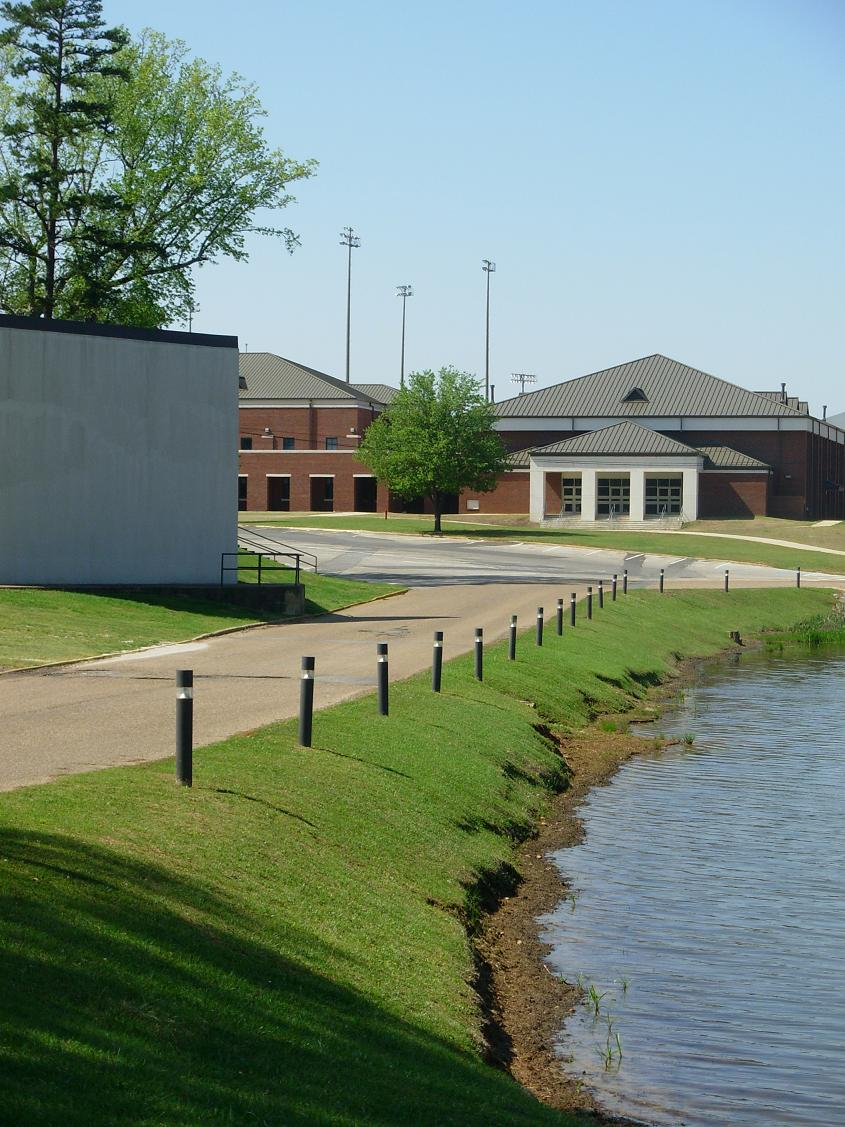
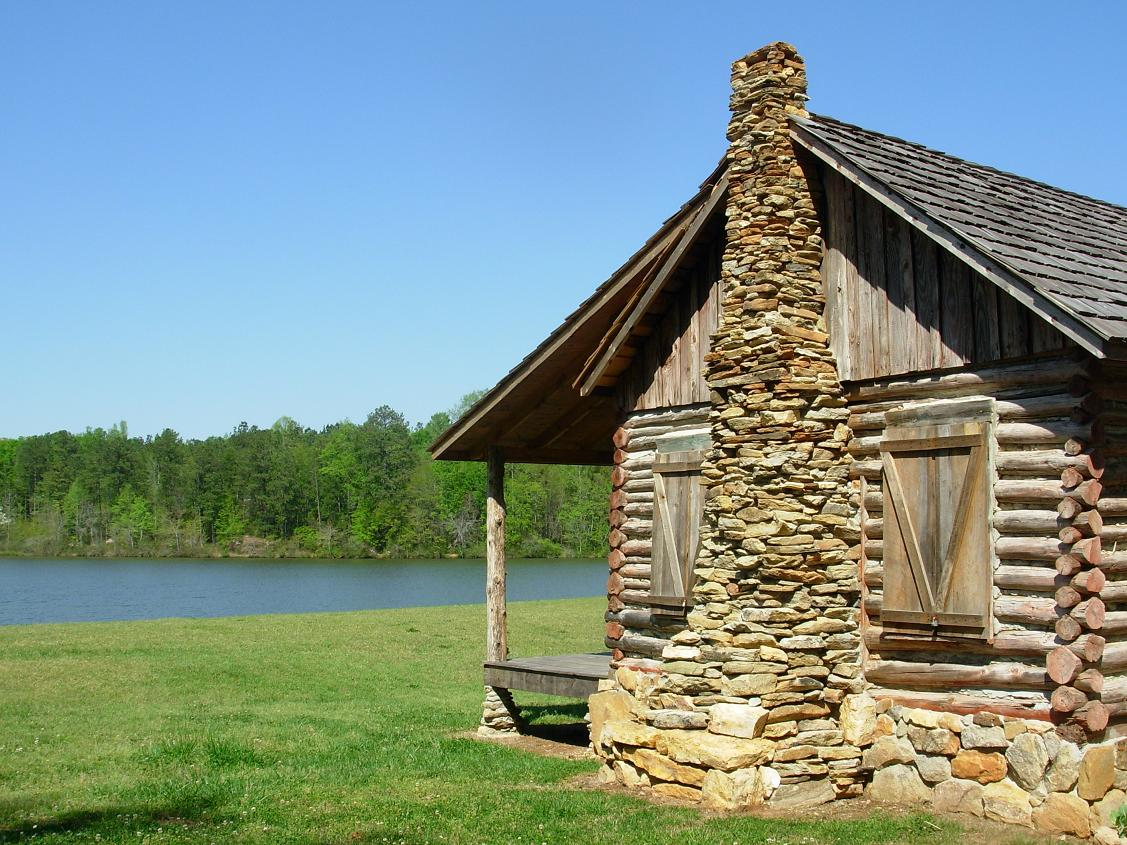